# Стронько Борислав Юрійович
Борислав Юрійович Стронько (*17 травня 1970 року) — український композитор, мистецтвознавець, педагог, член Національної Спілки Композиторів України.
Чоловік Вікторії Кнопової.
Народився у м. Тульчин на Вінниччині. Початкову музичну освіту отримав у ДМШ у м. Ленінакан (нині м.Гюмрі, Вірменія) та м. Кіровабад (нині м. Гянджа, Азербайджан).
Після закінчення в 1988 р. Київської середньої спеціальної музичної школи ім. М. В. Лисенка по класу теорії музики навчався як композитор у Київській державній консерваторії ім. П. І. Чайковського (1988—1993 рр.) в класі проф. Ю.Я.Іщенка.
У 1997 році завершив навчання в аспірантурі при НМАУ ім. П. І. Чайковського. У 2003 р. захистив дисертацію «Статус буттєвого часу в музиці» (науковий керівник проф. В.Г.Москаленко), здобувши науковий ступінь кандидата мистецтвознавства. Працює викладачем у НМАУ ім. П.І.Чайковського та КМАМ ім. Р.М.Глієра.
У творчості переважають камерна та електронна музика. Характерні пошуки в різних стилях, техніках, притаманних не тільки українській, європейській, але й східній музичній культурі — від бароко та класицизму до новацій ХХ століття, фольклору, джазу. Відкритість різним стилістичним світам, трактування своєї творчості як одного з кроків у напрямку загальномузичного синтезу, ставлення до авангарду як до однієї зі сталих традицій, а не єдино вірного мистецького шляху — визначальні естетичні позиції.
Особливий підхід виявляє композитор у трактуванні певних жанрів. Так, у симфоніях (№ 2, дещо менше — у № 3) відчутне прагнення до синтезу принципів європейського симфонічного мислення з принципами індійської раги та близькосхідного мугаму: тривале занурення в один лад, рух «углиб стану» як мета розвитку. У Другій симфонії («Благословіння печалі») цей синтез здійснено на основі слов'янських фольклорних інтонацій. Частково втілено задум особливих серій творів: 1) серія вокальних творів на вірші різних країн і часів (з них уже написано цикли на вірші старовинних китайських та корейських, українських, російських, грузинських, давньогрецьких поетів); 2) серія дуетних п'єс для однакових інструментів («Прозорі нитки» для 2-х флейт, «Сільські плітки» для 2-х гобоїв, «Дерева майже нерухомі» для 2-х кларнетів), "Портрети місць" для двох домр.
Серед особливостей музичної мови — використання різних ладогармонічних прийомів: тональності, частіше — вільної атональності, модальності, включно з особливими неоктавними ладами. У низці останніх творів використовується специфічна техніка «спотворених відображень» як особливого принципу організації фактури і розвитку музичної думки («Примхливе ехо» для фортепіано і клавесина, «Подібності» для 2-х кларнетів").